# 鹿島臨港線
鹿島臨港線（日语：／ Kashimarinkō sen */?）是一條位於日本茨城縣鹿嶋市的鹿島足球場站至神栖市的奧野谷濱站，屬於鹿島臨海鐵道的貨物鐵路線。曾經此路線設有客運服務。

## 概要
此路線主要的用途是運送鹿島臨海工業地帶的原材料與產品。
為了向當地人回報向新東京國際機場（現時：成田國際機場）暫時運送燃料，在1978年至1983年之間，鹿島神宮至北鹿島（現時：鹿島足球場站）至鹿島港南之間（鹿島神宮至北鹿島之間列車駛入國鐵鹿島線）開設客運服務。但是班次每日只有3往返班次。由於當時除了工廠，只有稻田，因此使用人次一日只有約20人。在管道運輸建設完成後，客運服務也停止了。

## 路線資料
- 管轄（事業類別）：鹿島臨海鐵道（第一種鐵道事業者）
- 路線距離（營業距離）：19.2公里
- 建設團體：日本鐵道建設公團（現時：獨立行政法人 鐵道建設、運輸設施整備支援機構）
- 軌距：1067毫米
- 站數：3個（包括起終點站）
- 複線路段：沒有（全線單線）
- 電氣化路段：沒有（全線非電氣化（日语：非電化））
- 閉塞方式：特殊自動閉塞式（鹿島足球場至神栖之間）、路籤閉塞式（神栖至奧野谷濱站之間）[2]
- 保安裝置：ATS-SN
- 最高速度：45公里/小時[1]

## 歷史
- 1970年（昭和45年）7月21日：北鹿島至奧野谷濱之間開通。新設居切站、神栖站、神之池站、知手站和奧野谷濱站。
- 1976年（昭和51年）大約1月：由於沒有使用量，因此神之池站廢止。
- 1978年（昭和53年）
  - 7月25日：鹿島神宮至北鹿島至鹿島港南之間開設客運業務。新設鹿島港南站。
  - 9月12日：鹿島町（現時：鹿嶋市）泉川地內平交道附近的路軌上發生了恐怖襲擊，把預拌的混凝土被倒在鐵軌上[3]。
  - 11月1日：由於沒有使用量，居切站廢止。
- 1979年（昭和54年）9月14日：在早上於路線內發現一架砂石車把滿載的砂石停放在路軌上。該車輛為失車。它被視為旨在阻礙燃料運輸到成田機場的恐怖襲擊[4]。
- 1983年（昭和58年）12月1日：終止旅客業務。鹿島港南站廢止。
- 1994年（平成6年）3月12日：北鹿島站改名為鹿島足球場站。
- 2005年（平成17年）10月16日：為了記念大洗鹿島線開業20周年，在得到國家的許可下，只於當天重新開設客運服務，行走於鹿島足球場至神栖之間，當天設有3往返班次。
- 2011年（平成23年）3月11日：發生東日本大地震，全線暫停服務。
  - 5月25日：鹿島足球場至神栖之間重開。
  - 6月7日：神栖至奧野谷濱之間重開，全線重開。
- 2018年（平成30年）3月17日：知手站廢止。

## 客運服務

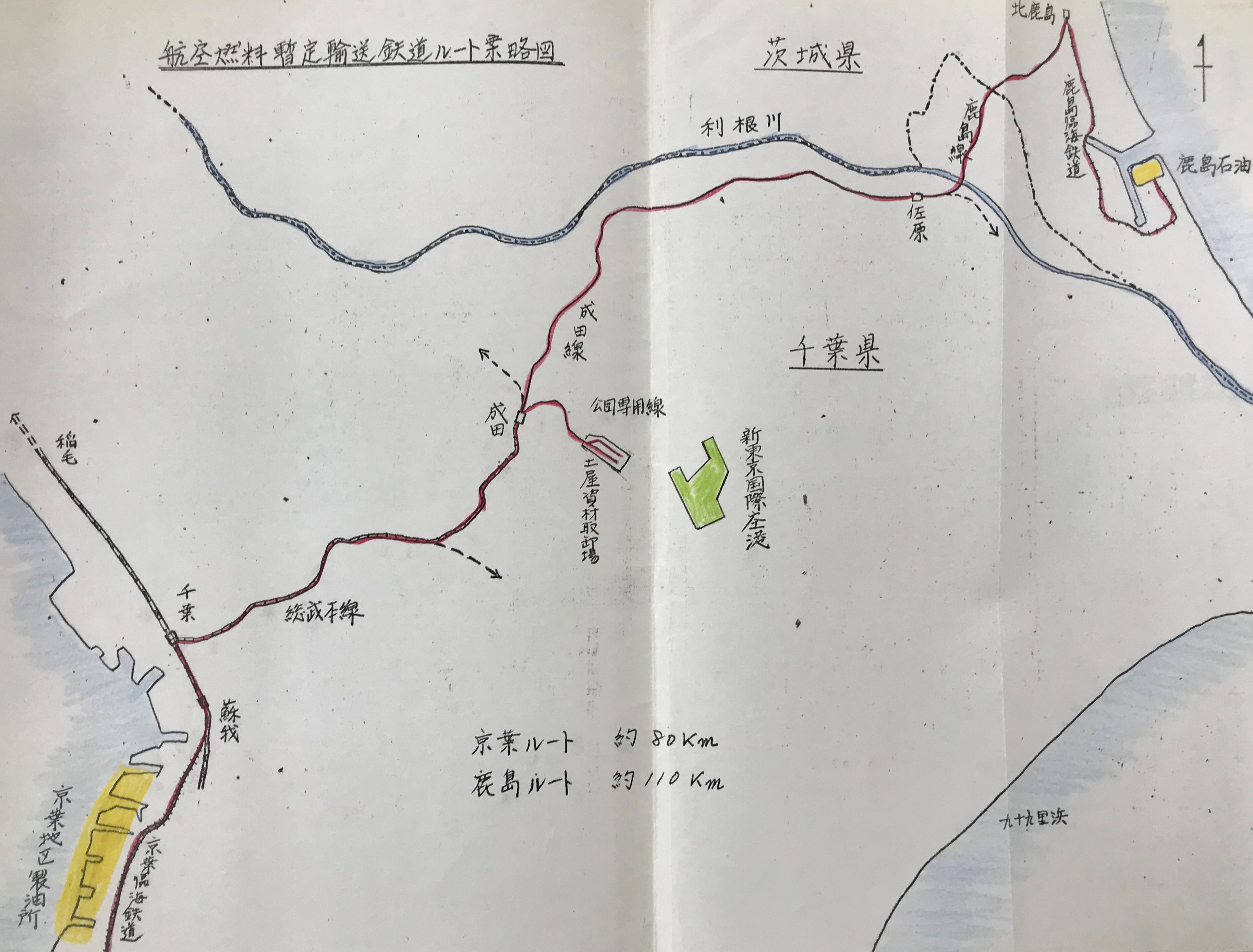
暫定運送航空燃料的鐵路線

在1976年7月22日，國家、神栖町（2005年起變為神栖市）和茨城縣，三方達成了就新東京國際機場（現時：成田國際機場）暫時運送航空燃油的協定，神栖町尊重決議，當中包含了盡力實現了客運服務的條文。因此，同日運輸省航空局長向鹿島臨海鐵道要求開設客運列車。同年12月3日，就著行走區間、車站設置和班次等具體細節再次提出要求。對於這個情況，鹿島臨海鐵道認為以承擔貨運業務同時開設客運服務的條件較差，因此鹿島臨海鐵道表示「猶豫要不要實行這個計劃」，在1977年3月25日向航空局長提出兩個要求：
- 在結束航空燃料運輸業務時進行檢討，如果在該時候的收支沒有改善，加上不能為區域交通系統充分發揮作用，航空局和新東京國際機場公團（日语：新東京国際空港公団）應該考慮把客運服務取消。
- 如果在當地市民的要求下，希望在結束運送航空燃料後繼續設有客運服務，航空局和機場公團應特別進行補償。

來後經過鹿島臨海鐵道的股東大會後，改正了要求內容。在同年7月25日，鹿島臨海鐵道答應了航空局長的要求，設置了車站和按要求上的行走列車班次開設客運服務。
但是由於每日只有3往很返班次，加上鹿島臨港線內的神栖站和鹿島港南站距離市區有一段距離。在同區間行走的巴士車費中，鐵路車費比較昂貴。因此在5年4個月的客運服務中，每日平均運送人次只有27.3人，不計算最後一個年度（也是最多人使用的年度），每日平均運送人次只有17.6人，使用人次十分少。如果以日本國有鐵道（國鐵）的特定地方交通線作為標準，此路線可成為第1次廢除對象路線，其條件是「營業距離30公里的盲腸線，且旅客運送密度少於2000人/日」。而同公司的大洗鹿島線在1986年（開業第二年）的運送密度是2190人/日。
後來在1983年8月6日結束了運送航空燃料的業務，同年8月8日開始使用管道運輸。而鹿島臨海鐵道後來也得到鹿島臨港線結束客運業務的許可，於同年11月30日結束客運業務。
在2003年鹿島臨海鐵道發行的《鹿島臨海鐵道三十年史》中，關於此站的客運業務是這樣的描述：「隨著暫時運送航空燃料時的客運服務」。明確地區分於1985年開設客運業務的「大洗鹿島線」。這代表公司強調鹿島臨港線沒有打算開設客運業務。
以下為當時的客運業績：
| 年 度              | 運輸日數（日） | 運送人次（人） | 一日平均運送人員（人） | 公司車費收入（千日圓） | 一日平均車費收入（日圓） | 備註         |
| ------------------ | -------------- | -------------- | ---------------------- | ---------------------- | ------------------------ | ------------ |
| 1978年（昭和53年） | 249            | 5,232          | 21.0                   | 1,262                  | 5,069                    | 開業         |
| 1979年（昭和54年） | 366            | 4,901          | 13.4                   | 1,262                  | 3,447                    |              |
| 1980年（昭和55年） | 365            | 6,298          | 17.3                   | 1,336                  | 3,660                    |              |
| 1981年（昭和56年） | 365            | 6,125          | 16.8                   | 1,502                  | 4,115                    |              |
| 1982年（昭和57年） | 365            | 7,472          | 20.5                   | 1,592                  | 4,360                    |              |
| 1983年（昭和58年） | 244            | 23,330         | 95.6                   | 3,394                  | 13,910                   | 結束客運業務 |
| 合計               | 1.954          | 53,358         | 27.3                   | 10,348                 | 5,296                    |              |

參考資料：《鹿島臨海鉄道三十年史》43頁。

## 運行形態
在鹿島足球場至神栖之間，截至2014年3月15日修正時，共設有2個高速貨物列車往返班次。當中一個往返班次是來往東京貨物總站，另一個往返班次是來往越谷貨物總站。但是，星期日來往東京貨物總站的班次暫停服務。該機車變為不載貨列車。列車編成中，主要運送貨櫃，列車可於神栖站進行解結併。另外，每日設有一個往返班次為不載貨列車。除了上述不載貨列車，於大洗鹿島線上行走的旅客車輛由於會停泊於神栖站，因此（鹿島神宮 - ）鹿島足球場 - 神栖之間會設有數班不載客列車。神栖 - 奧野谷濱之間平日上午會有不定期貨櫃列車班次。

## 客運業務臨時復活

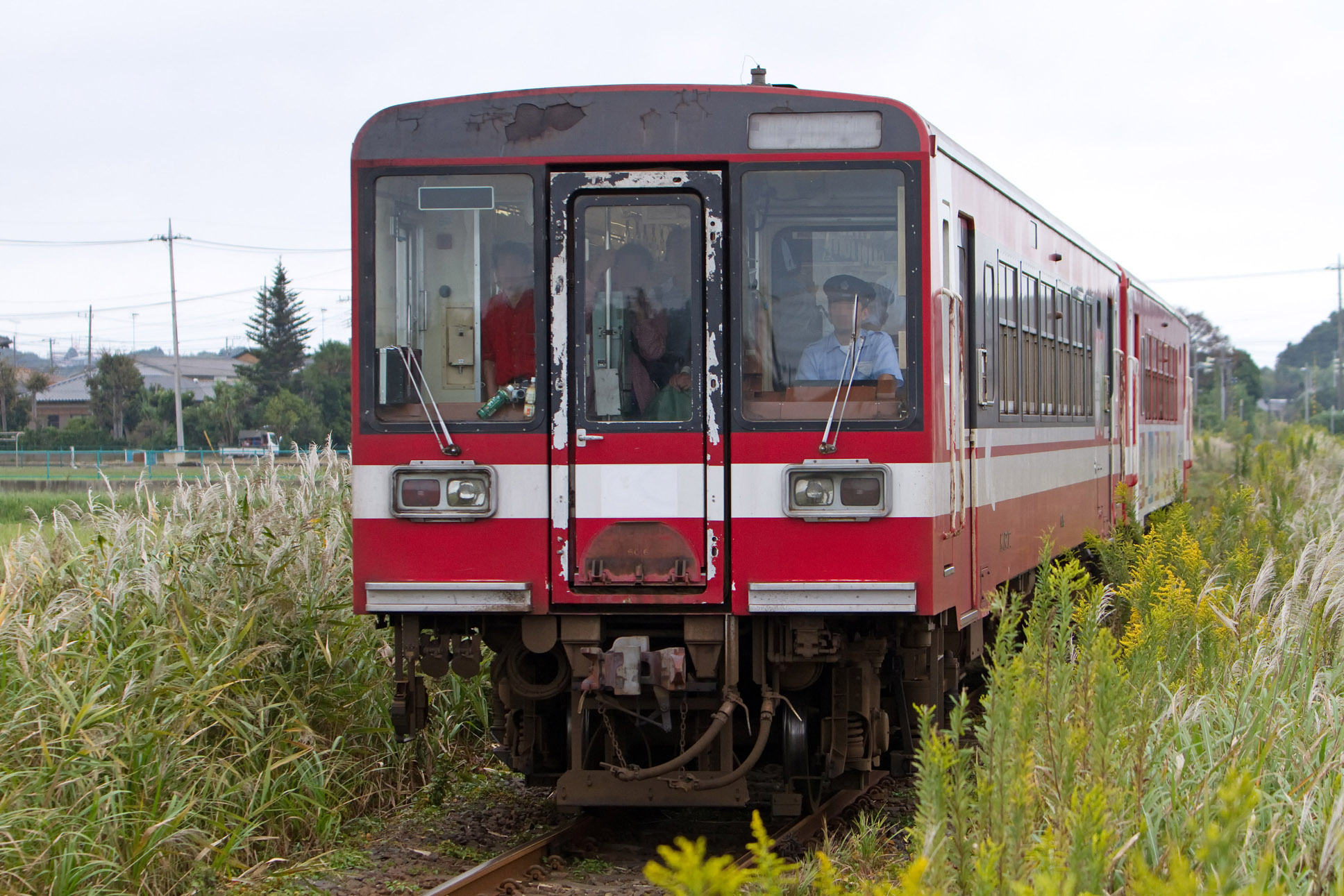
由於鹿嶋節的關係，鹿島臨港線開設臨時旅客列車（2011年10月15日，鹿島足球場至神栖之間）

在2005年10月16日，通常沒有客運服務的鹿島臨港線上臨時開設了行走於鹿島足球場至神栖之間的客運列車班次，當日共有3往返班次。由於只於當天設有客運班次，即使當日下雨，車站情況十分熱鬧。
在當天的客運服務中，使用了一列6000形2卡編成來回行走。列車編號中，第1班和第2班分別是臨903D、臨906D。在終點神栖站內展示了は7000形，也設有參觀車廠活動和售賣商品。停靠的月台不是使用曾經設有客運時所使用的月台，而是於洗車線上設置臨時月台。
車票方面，當天所有車票都是在車內補票，一般情況下此線沒有客運服務，因此在鹿島臨港線中的路線圖沒有標示此線。因此，車內只售賣鹿島足球場的來回車票（來回車費500日圓）。而神栖站的紀念入場票也限定發售，當天也提早售罄。
在2007年10月20日也有客運列車行走。使用車輛中使用了6000形3卡編成列車，班次只有2個往返班油。另外，當列車到達神栖站後，列車只停靠5分鐘後便折返。除後在2010年11月13日、2011年10月15日、2012年10月20日、2013年11月9日、2014年11月1日、2015年10月24日和2016年10月22日也設有客運列車行走。

## 車站列表
- 所有車站均停於茨城縣內
- 軌道（全線單線） … ◇：可進行列車交會，｜：不可進行列車交會

| 中文站名   | 日文站名               | 英文站名               | 營業距離 | 營業距離 | 接續路線，備註                                  | 軌道 | 所在地 |
| 中文站名   | 日文站名               | 英文站名               | 站間     | 累計     | 接續路線，備註                                  | 軌道 | 所在地 |
| ---------- | ---------------------- | ---------------------- | -------- | -------- | ----------------------------------------------- | ---- | ------ |
| 鹿島足球場 | 鹿島サッカースタジアム | Kashima-Soccer Stadium | -        | 0.0      | 鹿島臨海鐵道：大洗鹿島線 東日本旅客鐵道：鹿島線 | ◇    | 鹿嶋市 |
| 居切       | 居切                   | Igiri                  | -        | 7.5      | 1978年廢止                                      | ｜   | 神栖市 |
| 神栖       | 神栖                   | Kamisu                 | 10.1     | 10.1     |                                                 | ◇    | 神栖市 |
| 神之池     | 神之池                 | Gounoike               | -        | 13.0     | 1976年廢止                                      | ｜   | 神栖市 |
| 鹿島港南   | 鹿島港南               | Kashimankōnan          | -        | 15.4     | 1983年廢止                                      | ｜   | 神栖市 |
| 知手       | 知手                   | Shitte                 | -        | 16.4     | 已廢止（日期不詳）                              | ｜   | 神栖市 |
| 奧野谷濱   | 奥野谷浜               | Okunoyahama            | 9.1      | 19.2     |                                                 | ｜   | 神栖市 |

## 注腳
1. 1 2  寺田裕一『改訂新版 データブック日本の私鉄』 - ネコ・パブリッシング
2. ↑  鐵道統計年報平成28年度版 - 國土交通省
3. ↑  鹿島臨海線 線路上に生コン 燃料輸送ゲリラ？《朝日新聞》1978年（昭和53年）9月12日夕刊，3版，11面
4. ↑  線路内にダンプ 成田燃料輸送を妨害？《朝日新聞》11979年（昭和54年）9月14日夕刊 3版 15面
5. ↑  《鹿島臨海鉄道三十年史》，2003，p.42-43
6. 1 2 3  . 鉄道貨物協会. 2014 （日语）.
7. 1 2 3  
郷田恒雄. . 鐵道迷（日语：鉄道ファン (雑誌)） (交友社). 2008年10月, (572) （日语）.
8. ↑  
岩成政和. . 鐵路雜誌（日语：レイルマガジン） (Neko出版). 2018年7月, (418) （日语）.
9. ↑  鹿島臨海鉄道鹿島臨港線で旅客臨時列車運転 （页面存档备份，存于）（日語） - 鐵道迷，railf.jp 鐵道新聞，2012年10月22日
10. ↑  鹿島臨海鉄道、「鹿嶋まつり」開催にあわせ貨物線で臨時旅客列車…11月9日 （页面存档备份，存于）（日語） - Response，2013年10月29日
11. ↑  第２４回鹿嶋まつり開催に伴う臨時停車のお知らせ （页面存档备份，存于）（日語）  - 鹿島臨海鐵道官方網站　最新情報 2014年10月23日
12. ↑  第２５回鹿嶋まつり開催に伴う臨時停車のお知らせ[]（日語）  - 鹿島臨海鐵道官方網站　最新情報 2015年10月20日
13. ↑  第２6回鹿嶋まつり開催に伴う臨時停車のお知らせ[]（日語）  - 鹿島臨海鐵道官方網站　最新情報 2016年9月23日

## 外部連結
- 昭和53年至58年之間，鹿島臨港線旅客營業的概要（鹿島臨海鐵道的互聯網存檔）（日語）